# Comuna Zlatograd, Smolean
Zlatograd (în bulgară Златоград) este o comună în regiunea Smolean, Bulgaria, formată din orașul Zlatograd și satele Alamovți, Dolen, Erma Reka, Fabrika, Kușla, Presoka, Starțevo, Strașimir și Țațarovți. 

## Demografie
Componența etnică a comunei Zlatograd
     Bulgari (75,9%)
     Nicio identificare (23,24%)
     Altele (1,35%)
La recensământul din 2011, populația comunei Zlatograd era de 12.321 locuitori. Din punct de vedere etnic, majoritatea locuitorilor (75,9%) erau bulgari. Pentru 23,24% din locuitori nu este cunoscută apartenența etnică.